# Какуро
Какуро — це оригінальна логічна головоломка з числами, яку часто називають математичною транслітерацією кросворду. Назва Какуро походить від японського скорочення kasan kurosu (加 算 ク ロ ス, перехресне додавання); в США головоломка також відома під назвою Cross Sums (пересічні суми), яку придумав канадський Джейкоб Е. Функ ще в 1966 році, а також Cross Addition.
Популярність Какуро в Японії величезна, поступаючись лише Судоку та конкуруючи з Кілер судоку серед знаменитих у всьому світові логічних задач.

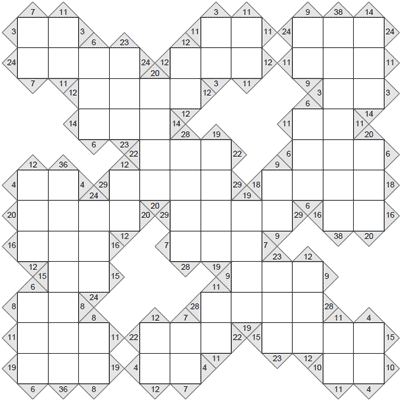

### Ціль
Завдання головоломки — вставити цифру від 1 до 9 включно у кожну білу клітинку таким чином, щоб сума чисел у кожному записі відповідала підказці, пов'язаній з нею, і жодна цифра не дублюється в жодному записі. Саме відсутність дублювання робить можливим створення пазлів Kakuro з унікальними рішеннями. Як і судоку, розв'язування головоломки Какуро включає дослідження комбінацій та перестановок.
Існує неписане правило складання пазлів Какуро, що кожен підказник повинен мати принаймні два числа, що додаються до нього, оскільки включення лише одного числа є математично тривіальним при розв'язуванні какурових головоломок.